# Purpuricenus decorus
Purpuricenus decorus är en skalbaggsart som först beskrevs av Olivier 1795.  Purpuricenus decorus ingår i släktet Purpuricenus och familjen långhorningar.
Artens utbredningsområde är:
- Nigeria.
- Senegal.

Inga underarter finns listade i Catalogue of Life.